# Amblyolpium graecum
Amblyolpium graecum är en spindeldjursart som beskrevs av Volker Mahnert 1976. Amblyolpium graecum ingår i släktet Amblyolpium och familjen Garypinidae. Inga underarter finns listade i Catalogue of Life.